# Џенифер Абел
Џенифер Абел (енгл. Jennifer Abel; Монтреал, 23. август 1991) елитна је канадска скакачица у воду и репрезентативка Канаде у овом спорту. Њена специјалност су скокови са даске са висине од 3 метра, како у појединачној тако и у конкуренцији синхронизованих парова. Трострука је канадска олимпијска. Њени родитељи су пореклом са Хаитија.

## Спортска каријера
Међународни деби Абелова је имала током 2006. године такмичећи се на турнирима светске гран при серије. Две године касније успела је да се избори за место у олимпијској репрезентацији Канаде за ЛОИ 2008. у Пекингу поставши тако најмлађа канадска такмичарка у скоковима у воду на олимпијским играма (у то време Абелова је имала свега 16 година). Иако у Пекингу није остварила неки запаженији резултат током те 2008. године остварила је неколико запаженијих резултата у такмичењима за светски гран-при у пару са Емили Хејманс.
На Играма комонвелта 2010. у Њу Делхију освојила је златне медаље у појединачним скоковима са једнометарске даске, те у синхронизованим скоковима са трометарске даске (у пару са Хејмансовом). Годину дана касније осваја и прве медаље на светским првенствима, сребро и бронзу. Током те 2011. освојила је и сребрну медаљу на Панамеричким играма у Гвадалахари, а крај године окончала је признањем за најбољу спортисткињу Канаде у избору Канадске федерације водених спортова.
На ЛОИ 2012. у Лондону у пару са Хејмансовом осваја бронзану медаљу у синхронизованим скоковима са даске. Четири године касније на ЛОИ у Рију заузима два четврта места, и у појединачним и у синхронизованим скоковима са трометарске даске.
У међувремену освојила је и још неколико медаља на светским првенствима, укључујући и два сребра са СП 2015. (даска 3м синхро и даска 3м синхро микс), те сребро на СП 2017. у синхронизованим скоковима у пару са Мелисом Болије. У Будимпешти је освојила још и бронзе у појединачним скоковима са даске те у мешовитим синхроним скоковима (у пару са Франсом Имбо-Дулаком).